# تنش ۲
تنش ۲ (انگلیسی: Tension II) هفدهمین آلبوم استودیویی کایلی مینوگ، خواننده استرالیایی، است. بی‌ام‌جی و شرکت دیرنوت متعلق به مینوگ آن را در ۱۸ اکتبر ۲۰۲۴ در قالب‌های مختلف دیجیتالی، فیزیکی و استریمی منتشر کردند. این آلبوم دنباله‌ای بر شانزدهمین آلبوم استودیویی او، تنش (۲۰۲۳) است و نسخهٔ «پرانرژی و اکتان بالای» آلبوم قبلی توصیف شده است. برخلاف آثار قبلی مینوگ، تنش ۲ شامل حضور چندین تهیه‌کننده و همکار جدید، و همچنین همکاران بازگشته از جمله پیتر رایکرافت و اینا رولدسن است.
تنش ۲ آلبومی دنس پاپ و الکتروپاپ است که شامل عناصری از موسیقی کلاب، دیسکو و سینث-پاپ می‌شود و اشعار آن موضوعاتی مانند تفریح، عشق، شهوت، حسادت، معاشقه، تنهایی و مد را پوشش می‌دهد. علاوه بر این، برخی از منتقدان گفتند که صدا و تولید این آلبوم شبیه تنش و پانزدهمین آلبوم او، دیسکو (۲۰۲۰) است. پیش از انتشار این آلبوم، تک‌آهنگ "My Oh My" با حضور بی‌بی رکسا و تو لو، و همچنین سه تک‌آهنگ مشترک دیگر منتشر شدند: "Dance Alone" با سیا، "Midnight Ride" با اورویل پک و دیپلو و "Edge of Saturday Night" با د بلسید مدانا.
تنش ۲ مورد تحسین اکثر منتقدان موسیقی قرار گرفت. منتقدان ماهیت رقص‌انگیز آن و نگرش مینوگ در موسیقی آلبوم را ستایش کردند، و برخی ادعا کردند که این آلبوم برتر از تنش و یکی از بهترین آثار او بود. تعداد معدودی از منتقدان در مورد تلاش‌های مشترک و فقدان محتوای جذاب آلبوم دیدگاه ضد و نقیضی داشتند. «نور دوربین حرکت» تک‌آهنگ آغازین آلبوم است که در ۲۷ سپتامبر ۲۰۲۴ منتشر شد. تور تنش که در حمایت از دو آلبوم اخیر مینوگ است، در فوریه ۲۰۲۵ برگزار شد.